# Hradec u Stoda (hradiště)
Hradec u Stoda je raně středověké hradiště v jihozápadní části obce Hradec v okrese Plzeň-jih. Existovalo v desátém až dvanáctém století a dochovaly se z něj části opevnění poškozené novodobou výstavbou železniční trati Plzeň–Domažlice a rodinných domů. Jeho zbytky jsou chráněny jako kulturní památka ČR.

## Historie
Hradiště existovalo ve dvou stavebních fázích. Starší jednodílné opevnění bylo podle dendrochronologického datování postaveno okolo roku 870 a zaniklo v blíže neznámé době mohutným požárem. Zničené opevnění bylo poté zplanýrováno a nahrazeno novým dvoudílným hradištěm. Přestavba proběhla pravděpodobně v první polovině desátého století.
Na lokalitě byl zejména povrchovými sběry získán soubor keramických střepů z devátého až dvanáctého století. Podle Milana Metličky hradecké hradiště patřilo k nejvýznamnějším raně středověkým centrům v západních Čechách. Stálo u obchodní cesty, která spojovalo střední Čechy s Řeznem. Se sousedními hradišti u Tasnovic a se starou Plzní je spojuje poloha na stejné cestě a také výstavba kostela zasvěceného svatému Vavřinci na přelomu jedenáctého a dvanáctého století. Menší množství nálezů dokládá osídlení lokality také v době bronzové v období milavečské kultury. Hradiště bylo pokojně opuštěno na konci dvanáctého nebo na počátku třináctého století. Některé části hradby byly rozebírány na stavební materiál, ale na jiných se dochovaly stopy požáru.
S hradištěm souvisí existence dvou neopevněných sídlišť. Větší z nich vzniklo v devátém století v údolí Touškovského potoka v okolí kostela svatého Vavřince. Postupně se rozrůstalo směrem k východu a největšího rozsahu pěti hektarů dosáhlo ve dvanáctém až třináctém století. V prostoru kostela svatého Jiří bývalo od poloviny desátého století pohřebiště, které se posouvalo k severu a postupně se změnilo ve hřbitov kolem kostela. Druhé sídliště bývalo na terase Radbuzy jihozápadně od předhradí hradiště. Existovalo od desátého do dvanáctého století s možným přetrváním do třináctého století. Také jeho součástí bylo pohřebiště.

## Stavební podoba
Hradiště se nachází na ostrožně obtékané řekou Radbuzou a Touškovským potokem. Ve starší fázi osídlení bylo hradiště jednodílné. Ve srovnání s dochovanými relikty opevnění bylo na západní straně menší a na bocích ostrožny sahalo po svahu níže. Opevnění se skládalo z příkopu širokého necelých deset metrů a v původním terénu zahloubeného 3,4 metru. Za příkopem se nacházela asi dva metry široká berma, za níž vedla hradba široká až 10,5 metru a na vnitřní i vnější straně zpevněná zdí z nasucho kladených kamenů.
Mladší opevnění chránilo plochu o rozloze 6,02 hektaru, přičemž větší předhradí mělo plochu 3,86 hektaru a akropole 2,16 hektaru. Tvořily je hradby a příkopy, na jejichž stavbě se podle rozdílných materiálů i způsobů stavby podílely různé skupiny pracovníků. Na západní straně bývalo předpokládáno zdvojení valů, ale výzkum po roce 2000 doložil, že relikty považované za vnější val jsou ve skutečnosti pozůstatky širokého příkopu.
Archeologický výzkum provedený v roce 1972 umožnil rekonstruovat podobu hradby předhradí. Tvořila ji zeď z nasucho kladených kamenů široká až 1,6 metru, za kterou následovala dřevohlinitá roštová konstrukce. Před hradbou se nacházela 2,5 metru široká berma dlážděná drobnými kameny, která oddělovala příkop hluboký nejméně tři metry. Dochované části valu dosahují výšky až osm metrů na vnější a dva metry na vnitřní straně.
Západní část akropole včetně míst, kde se vnitřní val napojoval na obvodové opevnění, zanikly při stavbě železnice. V jedenáctém století byl na akropoli postaven kostel svatého Vavřince poprvé připomínaný v roce 1298. Roku 1669 byl výrazně rozšířen, ale po roce 1782 zanikl.